# Računanje nadnevka Uskrsa
| godina | Zapadno kršćanstvo | Istočno kršćanstvo |
| ------ | ------------------ | ------------------ |
| 2000.  | 23. travnja        | 30. travnja        |
| 2001.  | 15. travnja        | 15. travnja        |
| 2002.  | 31. ožujka         | 5. svibnja         |
| 2003.  | 20. travnja        | 27. travnja        |
| 2004.  | 11. travnja        | 11. travnja        |
| 2005.  | 27. ožujka         | 1. svibnja         |
| 2006.  | 16. travnja        | 23. travnja        |
| 2007.  | 8. travnja         | 8. travnja         |
| 2008.  | 23. ožujka         | 27. travnja        |
| 2009.  | 12. travnja        | 19. travnja        |
| 2010.  | 4. travnja         | 4. travnja         |
| 2011.  | 24. travnja        | 24. travnja        |
| 2012.  | 8. travnja         | 15. travnja        |
| 2013.  | 31. ožujka         | 5. svibnja         |
| 2014.  | 20. travnja        | 20. travnja        |
| 2015.  | 5. travnja         | 12. travnja        |
| 2016.  | 27. ožujka         | 1. svibnja         |
| 2017.  | 16. travnja        | 16. travnja        |
| 2018.  | 1. travnja         | 8. travnja         |
| 2019.  | 21. travnja        | 28. travnja        |
| 2020.  | 12. travnja        | 19. travnja        |
| 2021.  | 4. travnja         | 2. svibnja         |
| 2022.  | 17. travnja        | 24. travnja        |
| 2023.  | 9. travnja         | 16. travnja        |
| 2024.  | 31. ožujka         | 5. svibnja         |
| 2025.  | 20. travnja        | 20. travnja        |
| 2026.  | 5. travnja         | 12. travnja        |
| 2027.  | 28. ožujka         | 2. svibnja         |
| 2028.  | 16. travnja        | 16. travnja        |
| 2029.  | 1. travnja         | 8. travnja         |
| 2030.  | 21. travnja        | 28. travnja        |
| 2031.  | 13. travnja        | 13. travnja        |
| 2032.  | 28. ožujka         | 2. svibnja         |
| 2033.  | 17. travnja        | 24. travnja        |
| 2034.  | 9. travnja         | 9. travnja         |
| 2035.  | 25. ožujka         | 29. travnja        |
| 2036.  | 13. travnja        | 20. travnja        |
| 2037.  | 5. travnja         | 5. travnja         |
| 2038.  | 25. travnja        | 25. travnja        |

Računanje datuma Uskrsa ili komputski račun (lat. computus), srednjovjekovni postupak je kojim se određuje nadnevak Uskrsa u crkvenim kalendarima kao što je Opći rimski kalendar.
Određivanje datuma Uskrsa povezano je s usklađivanjem trajanja solarne i lunarne godine i solarnog sa židovskim lunarnim kalendarom. Dana 14. nisana (mjesec židovskog kalendara), Isus i njegovi učenici, slavili su Pashu (Posljednja večera), svetkovinu u kojoj su se Židovi prisjećali izlaska iz Egipatskog ropstva. Od večeri toga dana do podneva idućega Isus prolazi osudu, muku i uspon na Kalvariju, na kojoj je od podneva (šesta ura) do 15 sati (deveta ura) bio razapaet. Treći dan po smrti, u nedjelju,  uskrsnuo je.
Izvorno pravilo nalagalo je svetkovanje Uskrsa na nedjelju koja pada nakon punog mjeseca iza proljetne ravnodnevice.  
Prema tomu računu Uskrs je padao u nedjelju nakon 21. ožujka (iako ravnodnevica može biti i 20. ožujka), 14 dana nakon početka crkvenog mlađaka (datuma početka novog mjeseca u lunarnoj godini). Datum crkvenog mlađaka, odnosno usklađivanje trajanja lunarne i solarne godine određivalo se s pomoću epakta. Astronomski točni datumi punog mjeseca i proljetne ravnodnevice ponekad nisu bili jednaki datumima iz propisana komputska postupka. 
Od 16. stoljeća računanje datuma Uskrsa razlikuje se u istočnoj i zapadnoj Crkvi, uvođenjem gregorijanskog kalendara u potonjoj.
Prema pravilu Katoličke Crkve, datum Uskrsa određuje se kao prva nedjelja koja pada nakon 14. dana mladog mjeseca počevši s 21. ožujkom. Ovako određen datum može biti u rasponu između 22. ožujka i 25. travnja pa je zato Uskrs pomični blagdan.
U crkvama koje koriste julijanski kalendar postoji dodatno pravilo da Uskrs mora biti iza Pashe, zbog čega datum Uskrsa može biti kasniji, ali i jednak datumu izračunatu prema gregorijanskomu kalendaru.